# Spasskoje (Kraj Nadmorski)
Spasskoje (ros. Спасское) – wieś (sieło) w Rosji, w Kraju Nadmorskim, w rejonie spasskim. W 2010 liczyła 5778 mieszkańców.